# Hâfız Osman

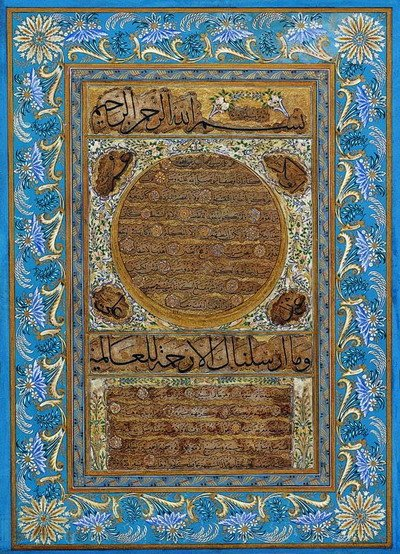
Hilya von Hâfız Osman

Hâfiz Osman (osmanisch حافظ عثمان İA Ḥāfıẓ ʿOs̠mān; * 1642 in Istanbul; † 3. Dezember 1698 ebenda) war einer der bekanntesten osmanischen Kalligrafen.

## Leben
Hâfiz Osman war ein Schüler der Kalligrafen Şeyh Hamdullah, Derviş Ali und Suyolcuzade Mustafa Eyyubi und stand unter der Protektion von Köprülü Fazıl Mustafa Pascha. Er war ein Mitglied des Derwischordens der Sünbüliye, eines Zweigs der Zeyniye. Er wirkte auch als Lehrer Sultan Mustafas II. und Prinz Ahmeds (III.).
Hâfiz Osman wird als der Erfinder der osmanischen Ausprägung der Hilye-i Şerif angesehen, einer kalligrafischen Darstellung der Schönheit von Mohammeds äußerer Erscheinung und seines Charakters, die auf den Schriften der Hadithe beruht.
Erhaltene Werke von Hâfiz Osman, überwiegend kalligrafische Abschriften des Koran und Hilyas werden heute in der Sammlung des Topkapı-Palastmuseums in Istanbul, sowie in der Sammlung Nasser D. Khalili aufbewahrt.